# 東元宰
東元宰（？—1560年），和名東風平親方政供，童名真牛，號韓相，琉球國第二尚氏王朝政治家、三司官。東氏津波古殿內第二世。
東元宰是東開極（東風平親方政真）與妻子本屋所生的長子。據傳東開極是察度王之子崎山里主的後裔，嘉靖三年（1524年），被尚真王准許世代領有東風平間切總地頭。尚清王在位期間，東元宰繼承父親的東風平間切總地頭職，敘紫冠。
東元宰在尚清王在位期間擔任三司官之職，當時三司官這個職務被稱為（世阿斯多部）。嘉靖三十三年（1554年）六月，尚清王派三名時任的三司官前往屋良座森城建立防禦工事，並樹立的「屋良座森城之碑」（やらさもりくすくの碑）以紀念此事。在屋良座森城之碑文中，三名三司官以（城間大屋子森真榮久佐）、（內間大屋子森真德）、（東風平大屋子森真牛）的名字登場。其中就是東元宰。
東元宰於嘉靖三十九年（1560年）卒。其子東宗壽（屋宜親方政長）繼承東風平間切總地頭職。